# 38.º distrito electoral de Chile (1990-2018)
El Distrito Electoral N° 38 fue una demarcación territorial de carácter electoral correspondiente a la división electoral del territorio de Chile, que, junto con los distritos 36 y 37, conformó la 10a Circunscripción Senatorial, correspondiente a las provincias de Curicó y Talca, en la Región del Maule.
El Distrito Electoral N° 38 correspondía a las comunas de Constitución, Curepto, Empedrado, Maule, Pelarco, Pencahue, Río Claro, San Clemente y San Rafael, es decir, a todas las comunas de la provincia de Talca, a excepción de la capital provincial y regional, Talca, la cual constituía el Distrito electoral 37 (Chile). Es una zona eminentemente rural y de actividad agrícola y forestal, con pocos núcleos urbanos de importancia, siendo Constitución el de mayor tamaño en el distrito. Como ocurría con todos los distritos del país existentes hasta 2018, elegía dos diputados, mediante el sistema binominal.
Los últimos diputados que representaron a este distrito fueron Pedro Álvarez-Salamanca Ramírez (RN) y Pablo Lorenzini (PDC).

## Historial electoral
El distrito electoral N° 38 fue siempre una zona muy proclive a la Concertación, aunque desde 1990 siempre han venido eligiéndose un diputado por la Concertación y el otro por la Alianza o Coalición por el Cambio, hoy Chile Vamos.
Los diputados del distrito 38 fueron:
- 1990-1994 Jaime Campos Quiroga (PR) Pedro Álvarez-Salamanca Büchi (RN)
- 1994-1998 Romy Rebolledo Leyton (PPD) Pedro Álvarez-Salamanca Büchi (RN)
- 1998-2002 Pablo Lorenzini Basso (PDC) Pedro Álvarez-Salamanca Büchi (RN)
- 2002-2006 Pablo Lorenzini Basso (PDC) Pedro Álvarez-Salamanca Büchi (RN)
- 2006-2010 Pablo Lorenzini Basso (PDC) Pedro Álvarez-Salamanca Büchi (RN)
- 2010-2014 Pablo Lorenzini Basso (PDC) Pedro Álvarez-Salamanca Ramírez (RN)

- Datos: Q5809394